# Vandiemenella pichirichi
Vandiemenella pichirichi är en insektsart som beskrevs av Kenneth Hedley Lewis Key 1976. Vandiemenella pichirichi ingår i släktet Vandiemenella och familjen Morabidae. Inga underarter finns listade i Catalogue of Life.